# Bando da Lua
Bando da Lua est un groupe brésilien de samba, originaire de Rio de Janeiro, actif entre 1929 et 1955.

## Histoire
Le groupe a enregistré plusieurs disques comportant des chants de carnaval dans les années 1930 (38 disques, de 1931 à 1940). Bando da Lua a ensuite déménagé en Argentine. 
Il était notamment l'orchestre de Carmen Miranda lors de sa tournée aux États-Unis. C'est pour cette dernière qu'une nouvelle forme de musique est créée au Brésil, musique qui est devenue une mode nationale. 
Le groupe se sépare officiellement en 1955.

## Polémique
Bob Lester, originaire du Rio Grande do Sul, s'est présenté comme membre du Bando da Lua, mais selon le biographe de Carmen Miranda, le journaliste Ruy Castro, il n'existe pas la moindre trace de son travail avec Carmen ou avec l'ensemble.

## Discographie
- 1934 : A Hora É Boa (Aloysio de Oliveira e Mazinho)
- 1934 : A Noite Vem Descendo (Alfredo Neto et Henrique Gonzales)
- 1935 : Abandona o Preconceito (Francisco Matoso et Maércio Azevedo)
- 1935 : Bola Preta (Assis Valente)
- 1935 : Mangueira (Assis Valente et Zequinha Reis)
- 1936 : Maria Boa (Assis Valente)
- 1936 : Que É Que Maria Tem? (Assis Valente)
- 1936 : Menina Que Pinta o Sete (Ataulfo Alves et Roberto Martins (pt))
- 1940 : O Samba da Minha Terra (Dorival Caymmi)
- 1940 : O Vento Levou (Benedito Lacerda (pt) et Herivelto Martins)